# 나쓰카 마사이에
나쓰카 마사이에(일본어: 長束正家)는 센고쿠 시대로부터 아즈치 모모야마 시대까지의 무장, 다이묘이다. 도요토미 정권의 오봉행 중 한명이다.